# Dirka po Italiji 2019
Dirka po Italiji 2019 (italijansko Giro d'Italia 2019) je 102. izvedba dirke po Italiji, tritedenske moške cestne kolesarske etapne dirke. Začela se je 11. maja v Bologni in končala 2. junija v Veroni. Sodelovalo je 176 kolesarjev iz 22-ih ekip. Rožnato majico je prvič osvojil Richard Carapaz (Movistar Team), drugo mesto Vincenzo Nibali (Bahrain–Merida), tretje pa Primož Roglič (Team Jumbo–Visma). Vijolično majico je osvojil Pascal Ackermann (Bora–Hansgrohe), modro majico Giulio Ciccone (Trek–Segafredo), belo majico pa Miguel Ángel López (Astana).

## Ekipe
UCI WorldTeams
- AG2R La Mondiale
- Astana
- Bahrain–Merida
- Bora–Hansgrohe
- CCC Team
- Deceuninck–Quick-Step
- EF Education First
- Groupama–FDJ
- Team Ineos
- Team Katusha–Alpecin
- Lotto–Soudal
- Mitchelton–Scott
- Movistar Team
- Team Dimension Data
- Team Jumbo–Visma
- Team Sunweb
- Trek–Segafredo
- UAE Team Emirates

UCI ProTeams
- Androni Giocattoli–Sidermec
- Bardiani–CSF
- Israel Cycling Academy
- Nippo–Vini Fantini–Faizanè

## Etape
| Etapa | Datum    | Štart/Cilj                                       | Razdalja      | Tip       | Tip                    | Zmagovalec             |           |
| ----- | -------- | ------------------------------------------------ | ------------- | --------- | ---------------------- | ---------------------- | --------- |
| 1     | 11. maj  | Bologna — Bologna (San Luca)                     | 8 km          |           | posamični kronometer   | Primož Roglič (SLO)    |           |
| 2     | 12. maj  | Bologna — Fucecchio                              | 205 km        |           | hribovita etapa        | Pascal Ackermann (GER) |           |
| 3     | 13. maj  | Vinci — Orbetello                                | 220 km        |           | ravninska etapa        | Fernando Gaviria (COL) |           |
| 4     | 14. maj  | Orbetello — Frascati                             | 235 km        |           | ravninska etapa        | Richard Carapaz (ECU)  |           |
| 5     | 15. maj  | Frascati — Terracina                             | 140 km        |           | ravninska etapa        | Pascal Ackermann (GER) |           |
| 6     | 16. maj  | Cassino — San Giovanni Rotondo                   | 238 km        |           | hribovita etapa        | Fausto Masnada (ITA)   |           |
| 7     | 17. maj  | Vasto — L'Aquila                                 | 185 km        |           | hribovita etapa        | Pello Bilbao (ESP)     |           |
| 8     | 18. maj  | Tortoreto Lido — Pesaro                          | 239 km        |           | hribovita etapa        | Caleb Ewan (AUS)       |           |
| 9     | 19. maj  | Riccione — San Marino (San Marino)               | 34.8 km       |           | posamični kronometer   | Primož Roglič (SLO)    |           |
|       | 20. maj  |                                                  |               |           | dan počitka            | dan počitka            |           |
| 10    | 21. maj  | Ravenna — Modena                                 | 145 km        |           | ravninska etapa        | Arnaud Démare (FRA)    |           |
| 11    | 22. maj  | Carpi — Novi Ligure                              | 221 km        |           | ravninska etapa        | Caleb Ewan (AUS)       |           |
| 12    | 23. maj  | Cuneo — Pinerolo                                 | 158 km        |           | hribovita etapa        | Cesare Benedetti (ITA) |           |
| 13    | 24. maj  | Pinerolo — Ceresole Reale (Jezero Serrù)         | 196 km        |           | gorska etapa           | Ilnur Zakarin (RUS)    |           |
| 14    | 25. maj  | Saint-Vincent — Courmayeur (Skyway Monte Bianco) | 131 km        |           | gorska etapa           | Richard Carapaz (ECU)  |           |
| 15    | 26. maj  | Ivrea — Como                                     | 232 km        |           | hribovito-gorska etapa | Dario Cataldo (ITA)    |           |
|       | 27. maj  |                                                  |               |           | dan počitka            | dan počitka            |           |
| 16    | 28. maj  | Lovere — Ponte di Legno                          | 226 km 194 km |           | gorska etapa           | Giulio Ciccone (ITA)   |           |
| 17    | 29. maj  | Commezzadura (Val di Sole) — Anterselva/Antholz  | 181 km        |           | hribovito-gorska etapa | Nans Peters (FRA)      |           |
| 18    | 30. maj  | Valdaora/Olang — Santa Maria di Sala             | 222 km        |           | ravninska etapa        | Damiano Cima (ITA)     |           |
| 19    | 31. maj  | Treviso — San Martino di Castrozza               | 151 km        |           | gorska etapa           | Esteban Chaves (COL)   |           |
| 20    | 1. junij | Feltre — Croce d'Aune-Monte Avena                | 194 km        |           | gorska etapa           | Pello Bilbao (ESP)     |           |
| 21    | 2. junij | Verona — Verona                                  | 17 km         |           | posamični kronometer   | Chad Haga (USA)        |           |
|       | Skupaj   | Skupaj                                           | 3546,8 km     | 3546,8 km | 3546,8 km              | 3546,8 km              | 3546,8 km |

## Razvrstitev po klasifikacijah
| Etapa  | Zmagovalec       | Rožnata majica · | Vijolična majica · | Modra majica ·     | Bela majica ·      | Ekipno                      | Vmesni šprinti | Borbenost ·      | Begi            | Športnost         |
| ------ | ---------------- | ---------------- | ------------------ | ------------------ | ------------------ | --------------------------- | -------------- | ---------------- | --------------- | ----------------- |
| 1      | Primož Roglič    | Primož Roglič    | Primož Roglič      | Giulio Ciccone     | Miguel Ángel López | Team Jumbo–Visma            | brez           | Primož Roglič    | brez            | Team Jumbo–Visma  |
| 2      | Pascal Ackermann | Primož Roglič    | Pascal Ackermann   | Giulio Ciccone     | Miguel Ángel López | Team Jumbo–Visma            | Damiano Cima   | Damiano Cima     | Łukasz Owsian   | Team Jumbo–Visma  |
| 3      | Fernando Gaviria | Primož Roglič    | Fernando Gaviria   | Giulio Ciccone     | Miguel Ángel López | Team Jumbo–Visma            | Arnaud Démare  | Arnaud Démare    | Łukasz Owsian   | Mitchelton–Scott  |
| 4      | Richard Carapaz  | Primož Roglič    | Pascal Ackermann   | Giulio Ciccone     | Miguel Ángel López | Bora–Hansgrohe              | Damiano Cima   | Damiano Cima     | Marco Frapporti | Mitchelton–Scott  |
| 5      | Pascal Ackermann | Primož Roglič    | Pascal Ackermann   | Giulio Ciccone     | Miguel Ángel López | Bora–Hansgrohe              | Damiano Cima   | Pascal Ackermann | Marco Frapporti | Mitchelton–Scott  |
| 6      | Fausto Masnada   | Valerio Conti    | Pascal Ackermann   | Giulio Ciccone     | Giovanni Carboni   | Movistar Team               | Damiano Cima   | Pascal Ackermann | Marco Frapporti | UAE Team Emirates |
| 7      | Pello Bilbao     | Valerio Conti    | Pascal Ackermann   | Giulio Ciccone     | Giovanni Carboni   | Movistar Team               | Damiano Cima   | Pascal Ackermann | Marco Frapporti | UAE Team Emirates |
| 8      | Caleb Ewan       | Valerio Conti    | Pascal Ackermann   | Giulio Ciccone     | Giovanni Carboni   | Movistar Team               | Damiano Cima   | Pascal Ackermann | Marco Frapporti | UAE Team Emirates |
| 9      | Primož Roglič    | Valerio Conti    | Pascal Ackermann   | Giulio Ciccone     | Nans Peters        | Movistar Team               | Damiano Cima   | Pascal Ackermann | Marco Frapporti | UAE Team Emirates |
| 10     | Arnaud Démare    | Valerio Conti    | Pascal Ackermann   | Giulio Ciccone     | Nans Peters        | Movistar Team               | Damiano Cima   | Arnaud Démare    | Marco Frapporti | UAE Team Emirates |
| 11     | Caleb Ewan       | Valerio Conti    | Arnaud Démare      | Giulio Ciccone     | Nans Peters        | Movistar Team               | Damiano Cima   | Arnaud Démare    | Marco Frapporti | UAE Team Emirates |
| 12     | Cesare Benedetti | Jan Polanc       | Arnaud Démare      | Gianluca Brambilla | Hugh Carthy        | Androni Giocattoli–Sidermec | Damiano Cima   | Arnaud Démare    | Marco Frapporti | UAE Team Emirates |
| 13     | Ilnur Zakarin    | Jan Polanc       | Arnaud Démare      | Giulio Ciccone     | Pavel Sivakov      | Movistar Team               | Damiano Cima   | Arnaud Démare    | Marco Frapporti | UAE Team Emirates |
| 14     | Richard Carapaz  | Richard Carapaz  | Arnaud Démare      | Giulio Ciccone     | Pavel Sivakov      | Movistar Team               | Damiano Cima   | Arnaud Démare    | Marco Frapporti | Movistar Team     |
| 15     | Dario Cataldo    | Richard Carapaz  | Arnaud Démare      | Giulio Ciccone     | Pavel Sivakov      | Movistar Team               | Damiano Cima   | Arnaud Démare    | Marco Frapporti | Bahrain–Merida    |
| 16     | Giulio Ciccone   | Richard Carapaz  | Arnaud Démare      | Giulio Ciccone     | Miguel Ángel López | Movistar Team               | Damiano Cima   | Fausto Masnada   | Marco Frapporti | Bahrain–Merida    |
| 17     | Nans Peters      | Richard Carapaz  | Arnaud Démare      | Giulio Ciccone     | Miguel Ángel López | Movistar Team               | Fausto Masnada | Fausto Masnada   | Marco Frapporti | Bahrain–Merida    |
| 18     | Damiano Cima     | Richard Carapaz  | Pascal Ackermann   | Giulio Ciccone     | Miguel Ángel López | Movistar Team               | Damiano Cima   | Fausto Masnada   | Damiano Cima    | Bahrain–Merida    |
| [19    | Esteban Chaves   | Richard Carapaz  | Pascal Ackermann   | Giulio Ciccone     | Miguel Ángel López | Movistar Team               | Damiano Cima   | Fausto Masnada   | Damiano Cima    | Bahrain–Merida    |
| [20    | Pello Bilbao     | Richard Carapaz  | Pascal Ackermann   | Giulio Ciccone     | Miguel Ángel López | Movistar Team               | Fausto Masnada | Fausto Masnada   | Damiano Cima    | Bahrain–Merida    |
| 21     | Chad Haga        | Richard Carapaz  | Pascal Ackermann   | Giulio Ciccone     | Miguel Ángel López | Movistar Team               | Fausto Masnada | Fausto Masnada   | Damiano Cima    | Bahrain–Merida    |
| Skupaj | Skupaj           | Richard Carapaz  | Pascal Ackermann   | Giulio Ciccone     | Miguel Ángel López | Movistar Team               | Fausto Masnada | Fausto Masnada   | Damiano Cima    | Bahrain–Merida    |

## Končna razvrstitev
| Legenda | Legenda                                  | Legenda | Legenda                                    |
| ------- | ---------------------------------------- | ------- | ------------------------------------------ |
|         | Predstavlja vodilnega v skupnem seštevku |         | Predstavlja najboljšega mladega kolesarja  |
|         | Predstavlja vodilnega po točkah          |         | Predstavlja vodilnega v gorski razvrstitvi |
|         | Predstavlja najbolj borbenega kolesarja  |         |                                            |

### Rožnata majica
| Poz. | Kolesar                  | Ekipa                | Čas         |
| ---- | ------------------------ | -------------------- | ----------- |
| 1    | Richard Carapaz (ECU)    | Movistar Team        | 90h 01' 47" |
| 2    | Vincenzo Nibali (ITA)    | Bahrain–Merida       | + 1' 05"    |
| 3    | Primož Roglič (SLO)      | Team Jumbo–Visma     | + 2' 30"    |
| 4    | Mikel Landa (ESP)        | Movistar Team        | + 2' 38"    |
| 5    | Bauke Mollema (NED)      | Trek–Segafredo       | + 5' 43"    |
| 6    | Rafał Majka (POL)        | Bora–Hansgrohe       | + 6' 56"    |
| 7    | Miguel Ángel López (COL) | Astana               | + 7' 26"    |
| 8    | Simon Yates (GBR)        | Mitchelton–Scott     | + 7' 49"    |
| 9    | Pavel Sivakov (RUS)      | Team Ineos           | + 8' 56"    |
| 10   | Ilnur Zakarin (RUS)      | Team Katusha–Alpecin | + 12' 14"   |

| Poz. | Kolesar                       | Ekipa                       | Čas          |
| ---- | ----------------------------- | --------------------------- | ------------ |
| 11   | Hugh Carthy (GBR)             | EF Education First          | + 16' 36"    |
| 12   | Joe Dombrowski (USA)          | EF Education First          | + 20' 12"    |
| 13   | Valentin Madouas (FRA)        | Groupama–FDJ                | + 21' 59"    |
| 14   | Jan Polanc (SLO)              | UAE Team Emirates           | + 22' 38"    |
| 15   | Davide Formolo (ITA)          | Bora–Hansgrohe              | + 22' 38"    |
| 16   | Giulio Ciccone (ITA)          | Trek–Segafredo              | + 27' 19"    |
| 17   | Mikel Nieve (ESP)             | Mitchelton–Scott            | + 27' 46"    |
| 18   | Tanel Kangert (EST)           | EF Education First          | + 30' 11"    |
| 19   | Domenico Pozzovivo (ITA)      | Bahrain–Merida              | + 33' 40"    |
| 20   | Fausto Masnada (ITA)          | Androni Giocattoli–Sidermec | + 34' 52"    |
| 21   | Víctor de la Parte (ESP)      | CCC Team                    | + 39' 51"    |
| 22   | Eddie Dunbar (IRL)            | Team Ineos                  | + 42' 26"    |
| 23   | Damiano Caruso (ITA)          | Bahrain–Merida              | + 49' 06"    |
| 24   | Sebastián Henao (COL)         | Team Ineos                  | + 58' 45"    |
| 25   | Lucas Hamilton (AUS)          | Mitchelton–Scott            | + 1h 04' 31" |
| 26   | Andrej Zeic (KAZ)             | Astana                      | + 1h 05' 28" |
| 27   | Jan Hirt (CZE)                | Astana                      | + 1h 05' 38" |
| 28   | Mattia Cattaneo (ITA)         | Androni Giocattoli–Sidermec | + 1h 09' 11" |
| 29   | Alexis Vuillermoz (FRA)       | AG2R La Mondiale            | + 1h 12' 04" |
| 30   | François Bidard (FRA)         | AG2R La Mondiale            | + 1h 16' 55" |
| 31   | Pello Bilbao (ESP)            | Astana                      | + 1h 17' 41" |
| 32   | Ben O'Connor (AUS)            | Team Dimension Data         | + 1h 17' 49" |
| 33   | Bob Jungels (LUX)             | Deceuninck–Quick-Step       | + 1h 22' 57" |
| 34   | Chris Hamilton (AUS)          | Team Sunweb                 | + 1h 24' 02" |
| 35   | Jai Hindley (AUS)             | Team Sunweb                 | + 1h 28' 09" |
| 36   | Ion Izagirre (ESP)            | Astana                      | + 1h 28' 25" |
| 37   | Eros Capecchi (ITA)           | Deceuninck–Quick-Step       | + 1h 32' 21" |
| 38   | Pieter Serry (BEL)            | Deceuninck–Quick-Step       | + 1h 32' 54" |
| 39   | Andrey Amador (CRC)           | Movistar Team               | + 1h 33' 00" |
| 40   | Esteban Chaves (COL)          | Mitchelton–Scott            | + 1h 33' 12" |
| 41   | Koen Bouwman (NED)            | Team Jumbo–Visma            | + 1h 36' 40" |
| 42   | Diego Ulissi (ITA)            | UAE Team Emirates           | + 1h 38' 34" |
| 43   | Jan Bakelants (BEL)           | Team Sunweb                 | + 1h 49' 34" |
| 44   | Iván Ramiro Sosa (COL)        | Team Ineos                  | + 1h 54' 16" |
| 45   | Amanuel Ghebreigzabhier (ERI) | Team Dimension Data         | + 1h 54' 33" |
| 46   | Antonio Pedrero (ESP)         | Movistar Team               | + 1h 56' 03" |
| 47   | Hubert Dupont (FRA)           | AG2R La Mondiale            | + 1h 56' 44" |
| 48   | Dario Cataldo (ITA)           | Astana                      | + 1h 57' 41" |
| 49   | Gianluca Brambilla (ITA)      | Trek–Segafredo              | + 1h 59' 02" |
| 50   | José Joaquín Rojas (ESP)      | Movistar Team               | + 2h 03' 31" |
| 51   | Thomas De Gendt (BEL)         | Lotto–Soudal                | + 2h 06' 26" |
| 52   | Larry Warbasse (USA)          | AG2R La Mondiale            | + 2h 07' 02" |
| 53   | Matteo Montaguti (ITA)        | Androni Giocattoli–Sidermec | + 2h 07' 24" |
| 54   | Amaro Antunes (POR)           | CCC Team                    | + 2h 09' 51" |
| 55   | Andrea Vendrame (ITA)         | Androni Giocattoli–Sidermec | + 2h 12' 22" |
| 56   | Sepp Kuss (USA)               | Team Jumbo–Visma            | + 2h 15' 24" |
| 57   | Giovanni Carboni (ITA)        | Bardiani–CSF                | + 2h 18' 35" |
| 58   | Manuel Senni (ITA)            | Bardiani–CSF                | + 2h 20' 43" |
| 59   | Francesco Gavazzi (ITA)       | Androni Giocattoli–Sidermec | + 2h 24' 42" |
| 60   | Davide Villella (ITA)         | Astana                      | + 2h 27' 26" |
| 61   | Nans Peters (FRA)             | AG2R La Mondiale            | + 2h 31' 42" |
| 62   | Jay McCarthy (AUS)            | Bora–Hansgrohe              | + 2h 40' 04" |
| 63   | Nicola Conci (ITA)            | Trek–Segafredo              | + 2h 41' 00" |
| 64   | Tosh Van der Sande (BEL)      | Lotto–Soudal                | + 2h 41' 58" |
| 65   | Antwan Tolhoek (NED)          | Team Jumbo–Visma            | + 2h 43' 16" |
| 66   | Enrico Battaglin (ITA)        | Team Katusha–Alpecin        | + 2h 44' 14" |
| 67   | Nathan Brown (USA)            | EF Education First          | + 2h 44' 52" |
| 68   | Adam Hansen (AUS)             | Lotto–Soudal                | + 2h 46' 43" |
| 69   | Enrico Gasparotto (ITA)       | Team Dimension Data         | + 2h 50' 28" |
| 70   | Christopher Juul-Jensen (DEN) | Mitchelton–Scott            | + 2h 50' 33" |
| 71   | Rubén Plaza (ESP)             | Israel Cycling Academy      | + 2h 55' 14" |
| 72   | Miguel Eduardo Flórez (COL)   | Androni Giocattoli–Sidermec | + 2h 57' 12" |
| 73   | Łukasz Owsian (POL)           | CCC Team                    | + 3h 00' 02" |
| 74   | Cesare Benedetti (ITA)        | Bora–Hansgrohe              | + 3h 03' 12" |
| 75   | Paul Martens (GER)            | Team Jumbo–Visma            | + 3h 03' 30" |
| 76   | Antonio Nibali (ITA)          | Bahrain–Merida              | + 3h 04' 26" |
| 77   | Kristian Sbaragli (ITA)       | Israel Cycling Academy      | + 3h 06' 36" |
| 78   | Luke Durbridge (AUS)          | Mitchelton–Scott            | + 3h 09' 24" |
| 79   | Ben Gastauer (LUX)            | AG2R La Mondiale            | + 3h 09' 32" |
| 80   | Jhonatan Narváez (ECU)        | Team Ineos                  | + 3h 10' 04" |
| 81   | Marco Frapporti (ITA)         | Androni Giocattoli–Sidermec | + 3h 14' 04" |
| 82   | Tobias Ludvigsson (SWE)       | Groupama–FDJ                | + 3h 15' 57" |
| 83   | Danilo Wyss (SUI)             | Team Dimension Data         | + 3h 18' 24" |
| 84   | Luca Covili (ITA)             | Bardiani–CSF                | + 3h 20' 58" |
| 85   | Lorenzo Rota (ITA)            | Bardiani–CSF                | + 3h 25' 08" |
| 86   | Salvatore Puccio (ITA)        | Team Ineos                  | + 3h 25' 43" |
| 87   | Francisco José Ventoso (ESP)  | CCC Team                    | + 3h 28' 10" |
| 88   | Héctor Carretero (ESP)        | Movistar Team               | + 3h 33' 45" |
| 89   | Paweł Poljański (POL)         | Bora–Hansgrohe              | + 3h 35' 14" |
| 90   | Manuele Boaro (ITA)           | Astana                      | + 3h 35' 32" |
| 91   | Ryan Gibbons (SAF)            | Team Dimension Data         | + 3h 39' 32" |
| 92   | Fabio Sabatini (ITA)          | Deceuninck–Quick-Step       | + 3h 43' 50" |
| 93   | Valerio Agnoli (ITA)          | Bahrain–Merida              | + 3h 52' 52" |
| 94   | Reto Hollenstein (SUI)        | Team Katusha–Alpecin        | + 3h 53' 05" |
| 95   | Jack Bauer (NZL)              | Mitchelton–Scott            | + 3h 53' 06" |
| 96   | Christian Knees (GER)         | Team Ineos                  | + 3h 54' 54" |
| 97   | Michael Gogl (AUT)            | Trek–Segafredo              | + 3h 58' 26" |
| 98   | Andrea Garosio (ITA)          | Bahrain–Merida              | + 4h 00' 28" |
| 99   | Marco Marcato (ITA)           | UAE Team Emirates           | + 4h 06' 17" |
| 100  | Krists Neilands (LAT)         | Israel Cycling Academy      | + 4h 06' 28" |
| 101  | Mikkel Frølich Honoré (DEN)   | Deceuninck–Quick-Step       | + 4h 07' 49" |
| 102  | Ivan Santaromita (ITA)        | Nippo–Vini Fantini–Faizanè  | + 4h 08' 19" |
| 103  | Mirco Maestri (ITA)           | Bardiani–CSF                | + 4h 11' 52" |
| 104  | Jos van Emden (NED)           | Team Jumbo–Visma            | + 4h 13' 34" |
| 105  | Chad Haga (USA)               | Team Sunweb                 | + 4h 13' 46" |
| 106  | Sean Bennett (USA)            | EF Education First          | + 4h 17' 00" |
| 107  | Marco Canola (ITA)            | Nippo–Vini Fantini–Faizanè  | + 4h 18' 19" |
| 108  | Jonathan Kléver Caicedo (ECU) | EF Education First          | + 4h 18' 35" |
| 109  | Manuel Belletti (ITA)         | Androni Giocattoli–Sidermec | + 4h 20' 44" |
| 110  | Grega Bole (SLO)              | Bahrain–Merida              | + 4h 22' 27" |
| 111  | Victor Campenaerts (BEL)      | Lotto–Soudal                | + 4h 25' 03" |
| 112  | Olivier Le Gac (FRA)          | Groupama–FDJ                | + 4h 27' 17" |
| 113  | Guy Niv (ISR)                 | Israel Cycling Academy      | + 4h 29' 11" |
| 114  | Michael Schwarzmann (GER)     | Bora–Hansgrohe              | + 4h 29' 32" |
| 115  | Josef Černý (CZE)             | CCC Team                    | + 4h 31' 48" |
| 116  | Marco Haller (AUT)            | Team Katusha–Alpecin        | + 4h 31' 59" |
| 117  | Jenthe Biermans (BEL)         | Team Katusha–Alpecin        | + 4h 35' 35" |
| 118  | Scott Davies (GBR)            | Team Dimension Data         | + 4h 44' 40" |
| 119  | Tom Leezer (NED)              | Team Jumbo–Visma            | + 4h 51' 26" |
| 120  | Jasha Sütterlin (GER)         | Movistar Team               | + 4h 53' 09" |
| 121  | Dimitrij Strahov (RUS)        | Team Katusha–Alpecin        | + 4h 56' 00" |
| 122  | Pascal Ackermann (GER)        | Bora–Hansgrohe              | + 4h 56' 45" |
| 123  | Arnaud Démare (FRA)           | Groupama–FDJ                | + 4h 56' 59" |
| 124  | Nico Denz (GER)               | AG2R La Mondiale            | + 4h 58' 12" |
| 125  | Guillaume Boivin (CAN)        | Israel Cycling Academy      | + 4h 58' 58" |
| 126  | Lluís Mas (ESP)               | Movistar Team               | + 5h 00' 44" |
| 127  | Rüdiger Selig (GER)           | Bora–Hansgrohe              | + 5h 02' 30" |
| 128  | Awet Gebremedhin (SWE)        | Israel Cycling Academy      | + 5h 06' 26" |
| 129  | Kamil Gradek (POL)            | CCC Team                    | + 5h 07' 15" |
| 130  | Davide Cimolai (ITA)          | Israel Cycling Academy      | + 5h 08' 52" |
| 131  | Simone Consonni (ITA)         | UAE Team Emirates           | + 5h 09' 31" |
| 132  | Jacopo Guarnieri (ITA)        | Groupama–FDJ                | + 5h 16' 07" |
| 133  | Ramon Sinkeldam (NED)         | Groupama–FDJ                | + 5h 21' 10" |
| 134  | Juan José Lobato (ESP)        | Nippo–Vini Fantini–Faizanè  | + 5h 26' 51" |
| 135  | Conor Dunne (IRL)             | Israel Cycling Academy      | + 5h 26' 52" |
| 136  | Markel Irizar (ESP)           | Trek–Segafredo              | + 5h 28' 23" |
| 137  | Damiano Cima (ITA)            | Nippo–Vini Fantini–Faizanè  | + 5h 29' 19" |
| 138  | Miles Scotson (AUS)           | Groupama–FDJ                | + 5h 33' 49" |
| 139  | Tom Bohli (SUI)               | UAE Team Emirates           | + 5h 34' 50" |
| 140  | Paolo Simion (ITA)            | Bardiani–CSF                | + 5h 35' 22" |
| 141  | Will Clarke (AUS)             | Trek–Segafredo              | + 6h 00' 17" |
| 142  | Šo Hacujama (JPN)             | Nippo–Vini Fantini–Faizanè  | + 6h 05' 56" |

### Vijolična majica
| Poz. | Kolesar                | Ekipa                       | Točke |
| ---- | ---------------------- | --------------------------- | ----- |
| 1    | Pascal Ackermann (GER) | Bora–Hansgrohe              | 226   |
| 2    | Arnaud Démare (FRA)    | Groupama–FDJ                | 213   |
| 3    | Damiano Cima (ITA)     | Nippo–Vini Fantini–Faizanè  | 104   |
| 4    | Fausto Masnada (ITA)   | Androni Giocattoli–Sidermec | 93    |
| 5    | Richard Carapaz (ECU)  | Movistar Team               | 90    |
| 6    | Davide Cimolai (ITA)   | Israel Cycling Academy      | 60    |
| 7    | Mirco Maestri (ITA)    | Bardiani–CSF                | 54    |
| 8    | Vincenzo Nibali (ITA)  | Bahrain–Merida              | 51    |
| 9    | Primož Roglič (SLO)    | Team Jumbo–Visma            | 50    |
| 10   | Pello Bilbao (ESP)     | Astana                      | 48    |

### Modra majica
| Poz. | Kolesar                  | Ekipa                       | Točke |
| ---- | ------------------------ | --------------------------- | ----- |
| 1    | Giulio Ciccone (ITA)     | Trek–Segafredo              | 267   |
| 2    | Fausto Masnada (ITA)     | Androni Giocattoli–Sidermec | 115   |
| 3    | Damiano Caruso (ITA)     | Bahrain–Merida              | 86    |
| 4    | Richard Carapaz (ECU)    | Movistar Team               | 75    |
| 5    | Mikel Nieve (ESP)        | Mitchelton–Scott            | 68    |
| 6    | Ilnur Zakarin (RUS)      | Team Katusha–Alpecin        | 54    |
| 7    | Mattia Cattaneo (ITA)    | Androni Giocattoli–Sidermec | 53    |
| 8    | Pello Bilbao (ESP)       | Astana                      | 46    |
| 9    | Mikel Landa (ESP)        | Movistar Team               | 42    |
| 10   | Gianluca Brambilla (ITA) | Trek–Segafredo              | 40    |

### Bela majica
| Poz. | Kolesar                  | Ekipa               | Čas          |
| ---- | ------------------------ | ------------------- | ------------ |
| 1    | Miguel Ángel López (COL) | Astana              | 90h 09' 13"  |
| 2    | Pavel Sivakov (RUS)      | Team Ineos          | + 1' 30"     |
| 3    | Hugh Carthy (GBR)        | EF Education First  | + 9' 10"     |
| 4    | Valentin Madouas (FRA)   | Groupama–FDJ        | + 14' 33"    |
| 5    | Giulio Ciccone (ITA)     | Trek–Segafredo      | + 19' 53"    |
| 6    | Eddie Dunbar (IRL)       | Team Ineos          | + 35' 00"    |
| 7    | Lucas Hamilton (AUS)     | Mitchelton–Scott    | + 57' 05"    |
| 8    | Ben O'Connor (AUS)       | Team Dimension Data | + 1h 10' 23" |
| 9    | Chris Hamilton (AUS)     | Team Sunweb         | + 1h 16' 36" |
| 10   | Jai Hindley (AUS)        | Team Sunweb         | + 1h 20' 43" |

### Ekipna razvrstitev
| Poz. | Ekipa                       | Čas          |
| ---- | --------------------------- | ------------ |
| 1    | Movistar Team               | 270h 44' 14" |
| 2    | Astana                      | + 17' 36"    |
| 3    | Bahrain–Merida              | + 18' 31"    |
| 4    | EF Education First          | + 25' 35"    |
| 5    | Mitchelton–Scott            | + 30' 56"    |
| 6    | Team Ineos                  | + 37' 36"    |
| 7    | Trek–Segafredo              | + 1h 11' 03" |
| 8    | Bora–Hansgrohe              | + 1h 37' 39" |
| 9    | Androni Giocattoli–Sidermec | + 1h 41' 39" |
| 10   | Team Jumbo–Visma            | + 2h 07' 26" |

### Vmesni šprinti
| Poz. | Kolesar                  | Ekipa                       | Točke |
| ---- | ------------------------ | --------------------------- | ----- |
| 1    | Fausto Masnada (ITA)     | Androni Giocattoli–Sidermec | 88    |
| 2    | Damiano Cima (ITA)       | Nippo–Vini Fantini–Faizanè  | 83    |
| 3    | Mirco Maestri (ITA)      | Bardiani–CSF                | 58    |
| 4    | Marco Frapporti (ITA)    | Androni Giocattoli–Sidermec | 50    |
| 5    | José Joaquín Rojas (ESP) | Movistar Team               | 31    |
| 6    | Arnaud Démare (FRA)      | Groupama–FDJ                | 31    |
| 7    | Mattia Cattaneo (ITA)    | Androni Giocattoli–Sidermec | 28    |
| 8    | Šo Hacujama (JPN)        | Nippo–Vini Fantini–Faizanè  | 26    |
| 9    | Jan Bakelants (BEL)      | Team Sunweb                 | 22    |
| 10   | Dario Cataldo (ITA)      | Astana                      | 21    |

### Borbenost
| Poz. | Kolesar                | Ekipa                       | Točke |
| ---- | ---------------------- | --------------------------- | ----- |
| 1    | Fausto Masnada (ITA)   | Androni Giocattoli–Sidermec | 74    |
| 2    | Damiano Cima (ITA)     | Nippo–Vini Fantini–Faizanè  | 58    |
| 3    | Giulio Ciccone (ITA)   | Trek–Segafredo              | 57    |
| 4    | Arnaud Démare (FRA)    | Groupama–FDJ                | 47    |
| 5    | Pascal Ackermann (GER) | Bora–Hansgrohe              | 43    |
| 6    | Mirco Maestri (ITA)    | Bardiani–CSF                | 36    |
| 7    | Marco Frapporti (ITA)  | Androni Giocattoli–Sidermec | 35    |
| 8    | Mattia Cattaneo (ITA)  | Androni Giocattoli–Sidermec | 34    |
| 9    | Richard Carapaz (ECU)  | Movistar Team               | 30    |
| 10   | Dario Cataldo (ITA)    | Astana                      | 27    |

### Begi
| Poz. | Kolesar               | Ekipa                       | Km  |
| ---- | --------------------- | --------------------------- | --- |
| 1    | Damiano Cima (ITA)    | Nippo–Vini Fantini–Faizanè  | 932 |
| 2    | Marco Frapporti (ITA) | Androni Giocattoli–Sidermec | 816 |
| 3    | Mirco Maestri (ITA)   | Bardiani–CSF                | 742 |
| 4    | Giulio Ciccone (ITA)  | Trek–Segafredo              | 367 |
| 5    | Mattia Cattaneo (ITA) | Androni Giocattoli–Sidermec | 306 |
| 6    | Šo Hacujama (JPN)     | Nippo–Vini Fantini–Faizanè  | 259 |
| 7    | Dario Cataldo (ITA)   | Astana                      | 246 |
| 8    | François Bidard (FRA) | AG2R La Mondiale            | 219 |
| 9    | Łukasz Owsian (POL)   | CCC Team                    | 195 |
| 10   | Sean Bennett (USA)    | EF Education First          | 180 |